# Tama (kryssare)
Tama (多摩) var den andra av de fem lätta kryssarna i Kuma-klassen i den kejserliga japanska flottan, som spelade en aktiv roll under andra världskriget.

## Bakgrund
Efter byggandet av Tenryū-klassen blev det uppenbart att konceptet med små kryssare hade sina brister. I slutet av 1917 skrinlades planerna på ytterligare sex fartyg av Tenryū-klass, plus tre nykonstruerade spaningskryssare av 7 200 tons klass, till förmån för ett mellanfartyg av 5 500 tons klass som kunde användas både som spaningsfartyg med lång räckvidd och hög hastighet och även som ledningsfartyg för jagar- eller ubåtsflottiljer.

## Design
Fartygen i Kuma-klassen var i huvudsak förstorade versioner av kryssarna i Tenryū-klassen, med högre fart, räckvidd och bestycknig. Med förbättringar i tekniken för ångturbiner kunde fartygen i Kuma-klassen uppnå en hög fart på 36 knop (67 km/h) och en räckvidd på 9 000 nautiska mil (17 000 km) vid 10 knop (19 km/h). Antalet 14 cm/50 kanoner ökades från tre på Tenryū-klassen till sju på Kuma-klassen och det fanns plats för 48 sjöminor. De två tredubbla torpedtuberna på Tenryū-klassen reducerades dock till två dubbelmonterade, och Kuma-klassen förblev mycket bristfällig när det gällde luftvärnsskydd, med endast två 8 cm/40 pjäser.

## Tjänstgöring

### Tidig historia
Tama färdigställdes vid Mitsubishi Heavy Industries varv i Nagasaki den 29 januari 1921. Omedelbart efter driftsättningen fick Tama i uppdrag att understödja de japanska truppernas landstigningar i Sibirien under Japans sibiriska intervention mot den bolsjevikiska Röda armén.
1925 fick Tama i uppdrag att göra en diplomatisk resa till San Pedro i USA för att återlämna kvarlevorna av USA:s ambassadör i Japan, Edgar Bancroft, som hade dött i Tokyo.
I samband med Mukdenincidenten 1932 fick Tama i uppdrag att patrullera Kinas norra kust från sin bas i Taiwan. När kriget i Kina fortsatte att trappas upp deltog Tama i operationer för att täcka de japanska truppernas landstigningar i centrala Kina.
Den 10 januari 1935 inbjöds den tyske marinattachén i Tokyo, kapten Paul Wenneker, av amiral Nobumasa Suetsugu att besöka Tama, slagskeppet Kongō och ubåten I-2 vid Yokosukas marindistrikt. Wenneker var enligt uppgift inte imponerad av det japanska marina artilleriet och förespråkade ökad användning av ubåtskrigföring.

### Norra Operationer
Den 10 september 1941 blev Tama flaggskepp för viceamiral Boshirō Hosogayas 21:a kryssardividion med den lätta kryssaren Kiso, i IJN:s 5:e flotta. Tama och Kiso skickades norrut till Hokkaidō i arktiskt vitt kamouflage den 2 december och patrullerade i Kurilerna vid tidpunkten för attacken mot Pearl Harbor. Båda kryssarnas skrov skadades av hårt väder och båda tvingades återvända till torrdockan i Yokosuka i slutet av året.
Den 21 januari 1942 lämnade 21:a kryssardivisionen Yokosuka och skickades återigen norrut för att patrullera runt Hokkaidō, men återkallades efter att 38 flygplan från Task Force 16 (USS Enterprise) gjort en gryningsräd på Marcusön den 5 mars. Tama tilldelades IJN:s 1:a flotta med slagskeppen Hyūga och Ise och avseglade från Hashirajima för att söka efter amiral William F Halsey, men lyckades inte lokalisera hans styrkor efter flera veckors sökande.
Den 5 april återvände 21:a divisionen till de norra vattnen, men den 18 april skedde Doolittleräden. Tama kallades återigen tillbaka för att delta i ännu en misslyckad jakt på Halsey. Under resten av april och större delen av maj återupptog Tama sina patruller i norr.
Den 28 maj lämnade Tama Mutsu Bay för att delta i "Operation AL" (attackerna mot Attu och Kiska) i slaget om Aleuterna. Efter att framgångsrikt ha landsatt styrkor för att ta öarna återvände 21:a divisionen till Mutsu Bay den 23 juni. Tama skickades dock snabbt tillbaka för att täcka den andra förstärkningskonvojen till Kiska och patrullerade sedan sydväst om Kiska i väntan på ett amerikanskt motangrepp fram till den 2 augusti. Efter en kort återkomst till Yokosuka för underhåll täckte Tama överföringen av Attu-garnisonen till Kiska. Tama fortsatte att patrullera Aleuterna och Kurilerna och runt Hokkaidō fram till den 6 januari 1943 och gjorde ytterligare en försörjningstur till Kiska i november. Efter ombyggnad i Yokosuka i början av februari 1943 patrullerade Tama återigen norrut från Ōminato vaktdistrikt till Kataoka (ön Simushir), till Kashiwabara (Paramushiro) till den 7 mars. Ytterligare en stor förnödenhetstransport till Attu gjordes från 7-13 mars.
Den 23 mars lämnade Tama Paramushiro mot Attu med viceamiral Hosogayas kryssare Nachi och Maya, lätta kryssaren Abukuma och jagarna Ikazuchi, Inazuma, Usugumo, Hatsushimo och Wakaba som eskorterade en förstärkning på tre fartyg med trupper och förnödenheter till garnisonen på Attu. I slaget om Komandorskiöarna den 26 mars, mot USN Task Group 16.6 med den lätta kryssaren USS Richmond, tunga kryssaren Salt Lake City och fyra jagare, i en fyra timmar lång kanon- och torpedstrid, skadades Salt Lake City och jagaren Bailey av kanoneld. De andra jagarna skadades inte. Under striden avfyrade Tama 136 granater och fyra torpeder och fick två träffar i retur, vilket skadade hennes katapult och skadade en besättningsman, men Nachi träffades flera gånger; och japanerna avbröt återförsörjningsuppdraget och återvände till Paramushiro den 28 mars. Hosogaya skämdes över att ha retirerat från en underlägsen styrka och fråntogs befälet och tvingades gå i pension. Viceamiral Shiro Kawase tog därefter över befälet över femte flottan. Tama förblev på vakttjänst i Kataoka i över en månad och skickades sedan till Maizuru för en ombyggnad den 4 maj. Hon var därmed frånvarande under den amerikanska operationen för att återta Aleuterna, och under den japanska evakueringen av Kiska den 19 maj. Tama återvände till Kataoka först den 23 maj och återupptog patrulltjänsten fram till den 5 juli. Under "Operation Ke-Go" (evakueringen av Kiska) den 7 juli ansågs Tamas motorer vara för opålitliga för att hon skulle kunna delta direkt i evakueringen, och hon stannade kvar i Paramushiro. I vilket fall som helst avbröts uppdraget på grund av vädret. Tama förblev vid Kurilerna till den 30 augusti.

### Operationer i Södra Stilla havet
Efter en ombyggnad i Yokosuka skickades Tama söderut med trupper och förnödenheter till Ponape, Karolinerna den 15 september. Efter att ha stannat till i Truk och återvänt till Kure beordrades Tama till Shanghai den 11 oktober för att transportera ytterligare trupper till Truk och Rabaul i New Britain. Efter att ha landsatt förstärkningarna i Rabaul attackerades hon av RAAF Bristol Beaufort-bombplan från Guadalcanal den 21 oktober. Tamas skrovplåtar skadades av de nära missarna och hon tvingades återvända till Rabaul för nödreparationer.
Den 27 oktober återvände Tama till Yokosuka för en större ombyggnad; hennes 14 cm kanoner nr 5 och nr 7 togs bort tillsammans med hennes flygplanskatapult och lyftkran. En dubbelmonterade 12,7 cm kanon monterades, liksom fyra trippelmonterade och sex enkelmonterade typ 96 25 mm luftvärnskanoner. Detta förde Tamas totala antal 25 mm-kanoner till 22 eldrör (4x3, 2x2, 6x1). En typ 21 luftspaningsradar monterades också. Reparationer och modifieringar slutfördes den 9 december.
Tama lämnade Yokosuka den 24 december, återigen för nordliga vatten, och förblev på patrull fram till den 19 juni 1944. Tama återvände till Yokosuka den 22 juni och började sedan transportera förstärkningar från den kejserliga japanska armén till Boninöarna, och gjorde två turer till den 12 augusti.
Den 30 augusti överfördes Tama från 21:a kryssardivisionen, 5:e flottan till att bli flaggskepp för 11:e jagarskvadronen i den Kombinerade flottan, och ersatte den förlorade kryssaren Nagara.

### Slaget vid Leytebukten
Under slaget vid Leytebukten (20 oktober 1944) tilldelades Tama viceamiral Jisaburō Ozawas norra mobila styrka. Under slaget utanför Cape Engaño (25 oktober) attackerades Ozawas styrka av Task Force 38, med USS Enterprise, Essex, Intrepid, Franklin, Lexington, Independence, Belleau Wood, Langley, Cabot och San Jacinto. Tama attackerades av TBM Avenger torpedflygplan från VT-21 från Belleau Wood och VT-51 från San Jacinto. En Mark 13-torped träffade Tama i hennes pannrum nr 2. Efter nödreparationer drog sig Tama tillbaka från striden, eskorterad av kryssaren Isuzu, men Isuzu beordrades att skydda det skadade hangarfartyget Chiyoda. Tama eskorterades sedan av jagaren Shimotsuki, men senare beordrades även Shimotsuki iväg för att hjälpa det skadade hangarfartyget Zuihō. Tama fortsatte ensam i 14 kn (26 km/h) mot Okinawa.
Nordost om Luzon upptäcktes Tama av ubåten USS Jallao - på sin första krigspatrullering. Hennes attack med tre torpeder från 910 meter missade, men hennes andra salva med fyra aktertorpeder från 730 meter var mer framgångsrik. Tre torpeder träffade Tama, bröt fartyget i två delar och sänkte henne inom några minuter, med alla ombord på 21°23′N 127°19′E.